# Monte Café
Monte Café är ett berg i Antarktis. Det ligger i Västantarktis. Argentina, Chile och Storbritannien gör anspråk på området. Toppen på Monte Café är 184 meter över havet.
Terrängen runt Monte Café är kuperad norrut, men söderut är den platt. Trakten är obefolkad. Det finns inga samhällen i närheten.